# ドメニコ・モレリ
ドメニコ・モレリ（Domenico Morelli、1823年8月4日 - 1901年8月13日）はイタリアの画家である。ナポリ美術アカデミー(Accademia di belle arti di Napoli) の校長を務め、19世紀にナポリで活動した画家を代表する人物である。1886年にイタリア王国の上院議員に選ばれた。

## 略歴
ナポリに生まれた。生まれた時の名前はドメニコ・ソルディエロ(Domenico Soldiero)で、革命運動に参加した1848年に姓にモレリを付加し、その後モレリだけを姓とした。1836年にナポリの美術学校に入学し、初めのころはロマン主義の作品を描いていた。
1848年にローマ留学の資格を得られるコンペティションに優勝するが、1848年革命がナポリに波及するとナポリに戻り、抗議者のバリケードに加わり、重傷を負い、一時投獄された。1850年にフィレンツェに移り、作品が認められた。1855年にロマン派の画家、フランチェスコ・サヴェリオ・アルタムーラとマッキア派の画家セラフィーノ・デ・ティヴォリとともにパリ万国博覧会を見学し、フランスの新しい美術にふれた。フィレンツェに戻った後、マッキア派の画家たちとの絵画に関する議論に加わり、モレリのスタイルは変化した。
1850年代後半は各地で装飾画を描き1857年までにナポリに戻り、ナポリでも装飾画を描いた。
イタリア王国が成立した1860年代になるとナポリのカポディモンテ美術館の作品の新規購入などの諮問委員に任命され、コレクションを管理した。1868年にナポリ美術アカデミーの教授に任命された。モレリの教えた学生には Vincenzo Bruzzese、アントニオ・マンチーニ、 Giovanni Voltini、ウリッセ・カプート、Gennaro Pardoらがいる。
聖マウリッツィオ・ラザロ勲章などを受勲し、1886年6月、国王によって上院議員に任命された。

## 作品

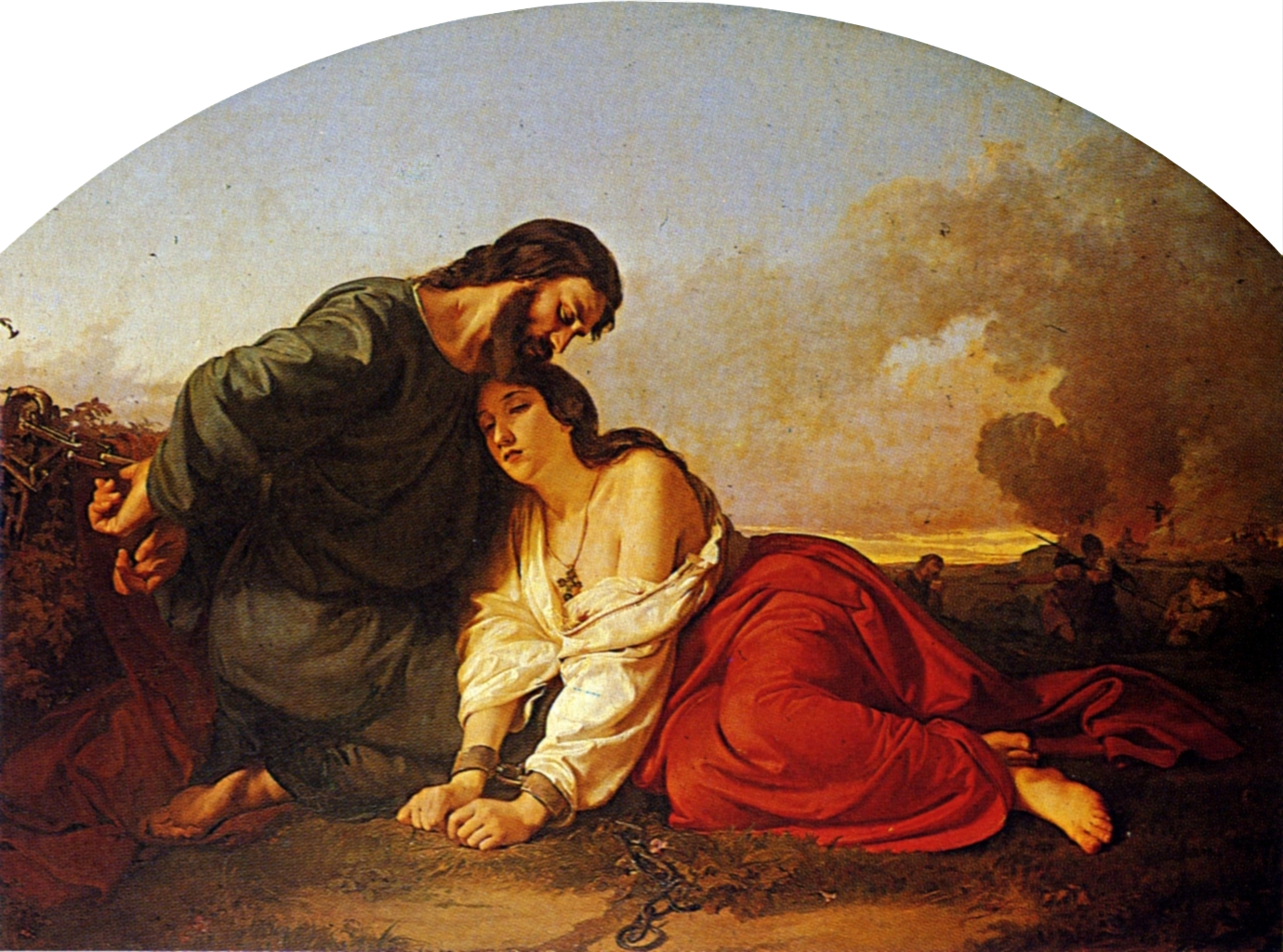
"I martiri cristiani" (1851)
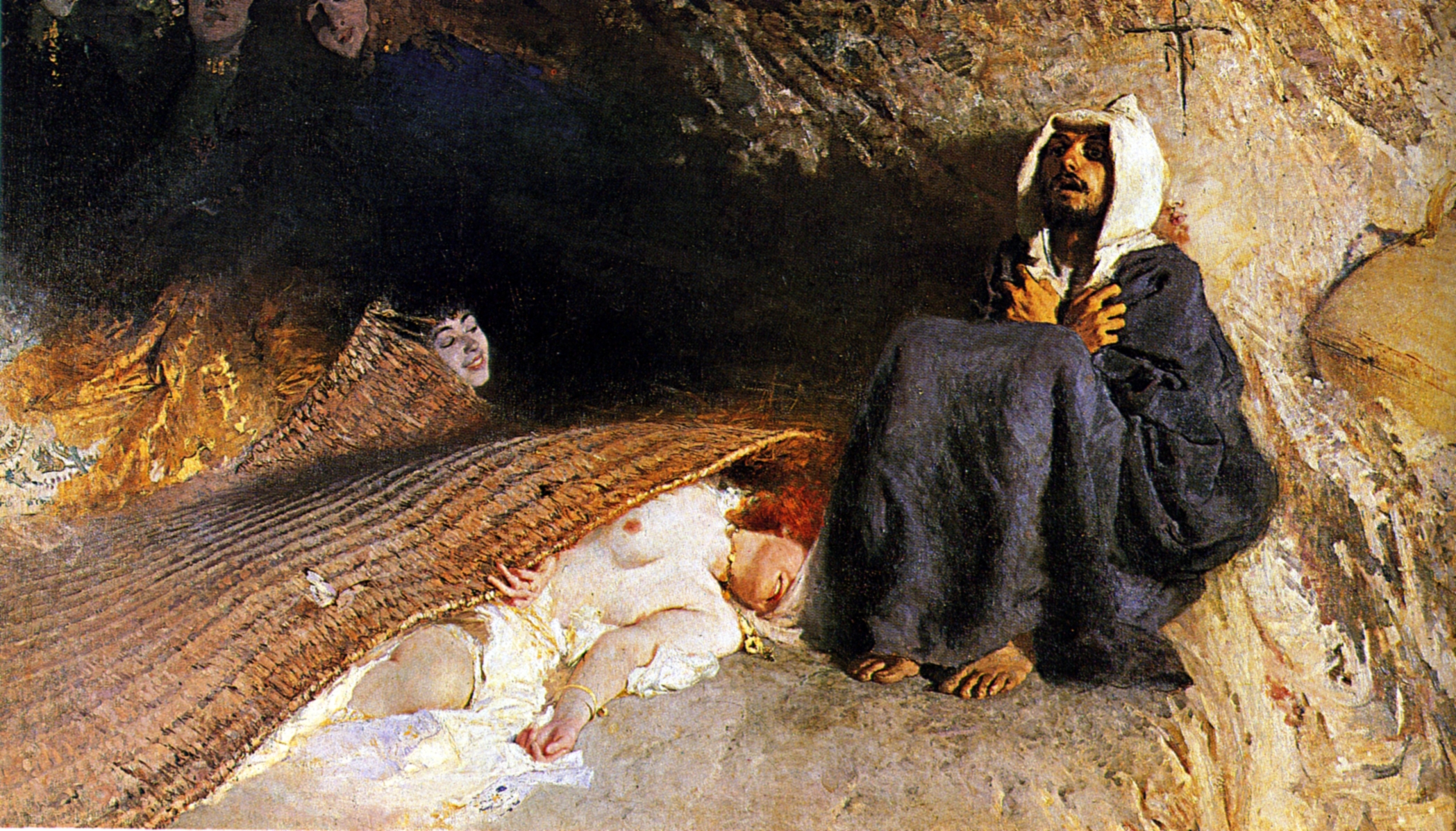
"Le tentazioni di Sant'Antonio" (1878)
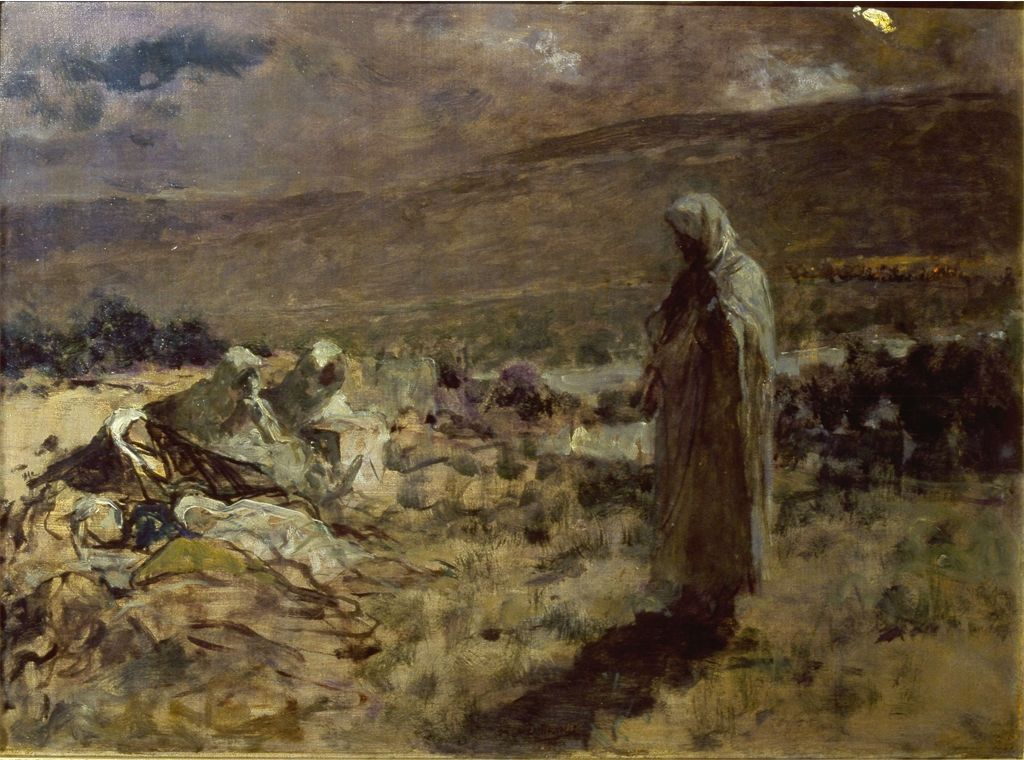
"Cristo che veglia gli aposto" (1900)

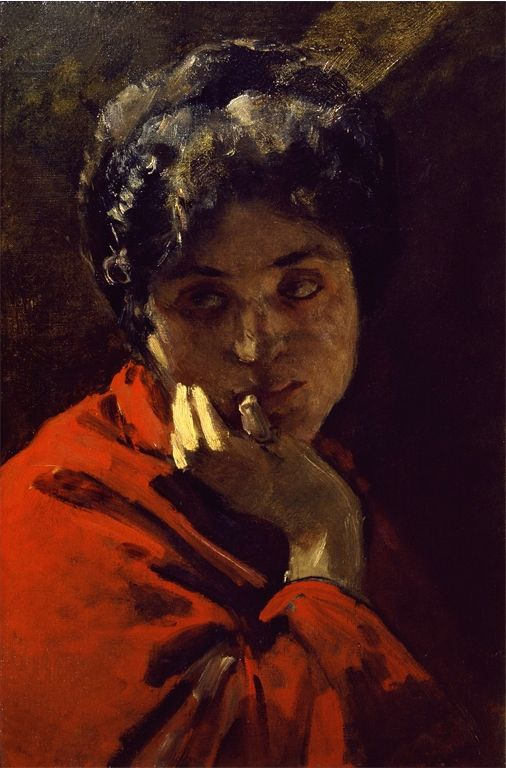
"Ritratto di donna in rosso" (c.1855)
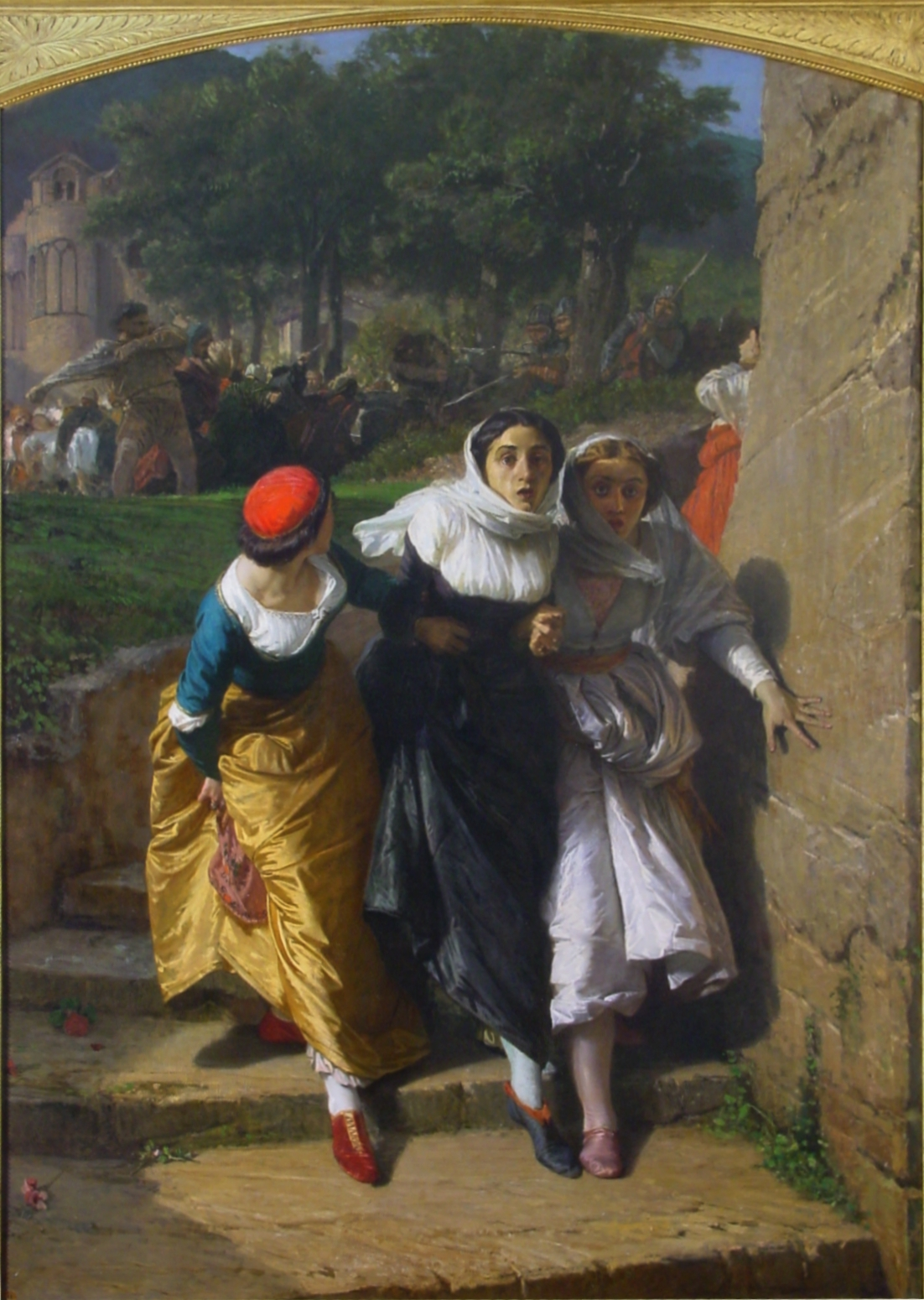
"Vespri Siciliani"
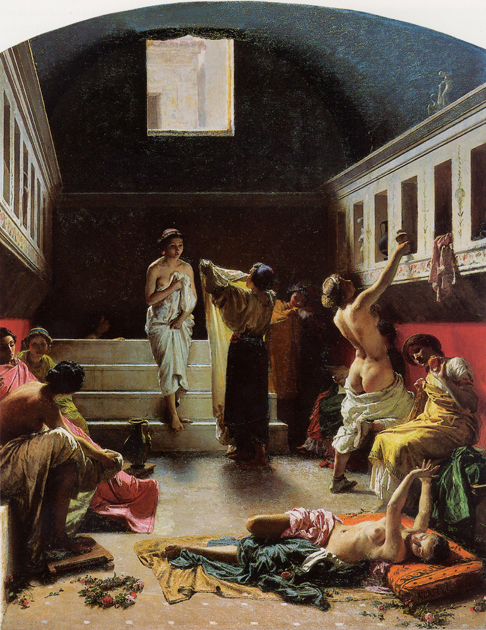
" Il bagno pompeiano" (1861)
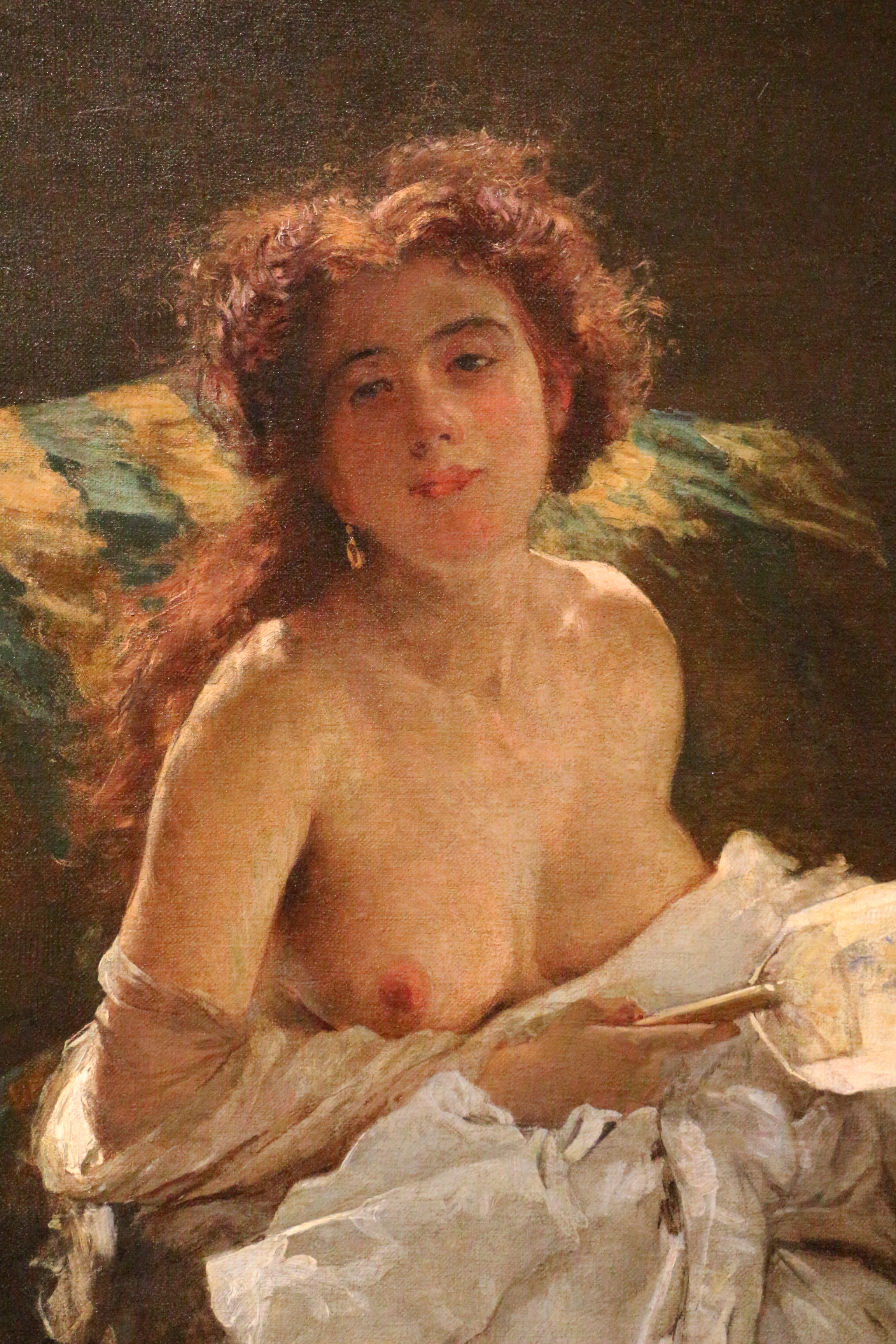
(1873)